# Автономни региони в КНР
Автономните региони (на мандарински китайски:自治区, пинин:zìzhìqū) са териториално-административни единици в КНР на ниво провинции. Делението на провинции и автономни региони е въведено от комунистическото ръководство на Китай в съответствие с принципите на националната политика, заимствани от СССР. В автономните региони, за разлика от провинциите, живеят значителен брой граждани от некитайска националност.
Към днешно време в Китай има 5 административни единици със статут на автономни региони:
| Регион            | (кит.) | Адм. центр | (кит.)   |
| ----------------- | ------ | ---------- | -------- |
| Гуанси-джуански   | 广西   | Наннин     | 南宁     |
| Вътрешна Монголия | 内蒙古 | Хоххот     | 呼和浩特 |
| Нинся-хуейски     | 宁夏   | Инчуан     | 银川     |
| Синдзян-уйгурски  | 新疆   | Урумчи     | 乌鲁木齐 |
| Тибетски          | 西藏   | Лхаса      | 拉萨     |

Вътрешна Монголия е първият китайски автономен регион, образуван през 1947 г.